# Lojze Ude mlajši
Lojze Ude, slovenski pravnik in publicist, * 25. september 1936, Lenart v Slovenskih goricah.

## Življenje in delo
Lojze Ude mlajši se je rodil v družini pravnika in zgodovinarja L. Udeta-starejšega. Osnovno šolo (1947-1955) in klasično gimnazijo (1955–1960) je obiskoval v Ljubljani, kjer je nato nadaljeval s študijem prava, obranil magistrsko nalogo Revizija v našem civilnem pravdnem postopku (1973) in doktoriral z   disertacijo Postopek pred sodišči združenega dela (1977). Po diplomi je bil sodniški pripravnik v Ljubljani (1960–63) (vmes odslužil vojaščino), po sodniškem izpitu je bil sodnik v Radovljici (1963–64), nato strokovni sodelavec pri vrhovnem sodišču SRS  (1965–70), do 1973 tajnik in do 1980 sodnik vrhovnega sodišča. 1980-86 je bil predsednik republiškega komiteja za zakonodajo, nato do 1988 zveznega komiteja za zakonodajo. Decembra 1973 je postal predavatelj civilnega in procesnega prava na PF v Ljubljani, kjer je 1985 postal redni profesor ter tam ustanovil in vodil Inštitut za primerjalno pravo. Leta 1993 je bil izvoljen za ustavnega sodnika na Ustavnem sodišču RS (do 2002). Bil je predsednik Zveze društev pravnikov Slovenije. 
Ukvarjal se je s civilnim, procesnim, arbitražnim in stečajnim pravom. Izdal je monografije Civilni opravdnipostopek (1988), Civilno procesno pravo (2002) in Arbitražno pravo (2004), je pa tudi soavtor več knjig ter napisal več komentarjev k zakonom s področja civilnega, civilnega procesnega, arbitražnega, gospodarskega in ustavnega prava; sodeloval je pri prapravi številnih zakonov ter Ustave RS iz leta 1991.    
Leta 2010 je bil izvoljen za zaslužnega profesorja Univerze v Ljubljani.